# 九龍區專線小巴29A、29B線
九龍區專線小巴29A線，由財記專線小巴營辦，循環來往港鐵九龍塘站及廣播道（范信達道），途經香港浸會大學。
九龍區專線小巴29B線，由財記專線小巴營辦，循環來往港鐵九龍塘站及畢架山，途經義德道。

## 歷史
本線前身為九龍市區豪華巴士路線207，由九巴營辦，來往尖沙咀及畢架山，途經油麻地與九龍塘（窩打老道）。
於1975年2月開辦的207線是九巴首批豪華巴士路線之一，旨在吸引九龍塘和畢架山一帶高尚住宅區的居民改用巴士代步。但在地下鐵路修正早期系統通車後，因該帶居民可前往九龍塘站轉乘地鐵，207線客量急挫。因此，運輸署於1982年9月10日公開招標11組共25條專綫小巴新路線，此線與27M及28M編為同一組，以取代九巴服務。最終於1983年5月16日，本系列路線前身29線投入服務，由廣播道（范信達道）往返畢架山，途經九龍塘地鐵站，收費$1.0，取代九龍巴士207線的服務。
1996年，來往九龍塘地鐵站與廣播道（范信達道）及畢架山的服務分拆成兩條獨立路線29A及29B。
2006年11月4日，九龍塘教育服務中心地下的公共運輸交匯處啟用，兩線之「九龍塘地鐵站」總站由沙福道路旁遷入該處。
2009年8月10日，29A線逢星期一至六07:00-10:00，廣播道方向之班次改由窩打老道直接轉往聯合道，而不經多實街、德雲道及歌和老街。2010年5月3日起，29A線逢星期一至六15:30-19:30亦實施上述安排。

## 服務時間及班次
| 29A線由九龍塘站開出 | 29A線由九龍塘站開出 | 29A線由九龍塘站開出 | 29B線由九龍塘站開出 | 29B線由九龍塘站開出 | 29B線由九龍塘站開出 |
| 日期                | 服務時間            | 班次（分鐘）        | 日期                | 服務時間            | 班次（分鐘）        |
| ------------------- | ------------------- | ------------------- | ------------------- | ------------------- | ------------------- |
| 星期一至六          | 07:00-23:45         | 7-15                | 星期一至六          | 07:00-23:45         | 5-15                |
| 星期日及紅假期      | 08:00-23:45         | 7-15                | 星期日及紅假期      | 08:00-23:45         | 7-15                |

## 收費
- 全程收費：$4.9

| - 此路線大小同價。 - 65歲或以上長者使用長者或個人八達通（包括「樂悠咭」），合資格殘疾人士使用「殘疾人士身份」個人八達通，以及60至64歲香港居民使用「樂悠咭」繳付車資，均可享有每程劃一$2.0的政府長者及合資格殘疾人士公共交通票價優惠計劃。 - 乘客可以現金或八達通卡於上車時付款，不設找贖。 |

## 行車路線
- 29A線途經：沙福道、窩打老道、多實街、德雲道、歌和老街、窩打老道、聯合道、廣播道、聯合道、窩打老道、歌和老街、根德道、沙福道及添福道

星期一至六（公眾假期除外）07:00-10:00及15:30-19:30期間往廣播道之班次不經綠色字的街道。
- 29B線途經：沙福道、窩打老道、歌和老街、義德道、筆架山道、義德道、歌和老街、根德道、沙福道及添福道

## 相關事件
- 在《2015-2016年度巴士路線計劃》中，當局建議取消客量偏低的九龍巴士208線，並以增設九龍巴士7號線與29A線的轉乘優惠作為替代。此路線營辦商於2015年2月1日致函立法會交通事務委員會，就《公共交通策略研究》發表意見時，指出運輸署在公布此項建議前並未以任何形式知會營辦商，使其感到不受尊重，並認為此情形反映政府對小巴業保持「有事鍾無艷，無事夏迎春」之態度。[7]最終該建議因相關區議會強烈反對而遭撤回。
- 2017年3月28日：候任行政長官林鄭月娥於早上時份由灣仔住所先乘港鐵過海到九龍塘，再轉乘此路線前往廣播道出席電台節目接受訪問。林鄭月娥在電台節目表示，在1980年代任職公務員時曾住在廣播道政府職員宿舍，對29A線（前身29線）有感情，頓覺現時其車費較當時貴一倍有多。[8][9][10]

## 外部連結
- 運輸署：九龍區專線小巴第29A號線之路線資料及獲准上落客地點
- 運輸署：九龍區專線小巴第29B號線之路線資料及獲准上落客地點